# Aphragmus ohbana
Aphragmus ohbana är en korsblommig växtart som först beskrevs av Al-shehbaz och Kei Arai, och fick sitt nu gällande namn av Al-shehbaz, A.I. och S.I. Warwick. Aphragmus ohbana ingår i släktet Aphragmus och familjen korsblommiga växter. Inga underarter finns listade i Catalogue of Life.